# Théléphore
Thelephora
Genre
Synonymes
- Merisma Pers., (1797)
- Thelephora sect. Phylacteria Pers., (1822)
- Scyphopilus P.Karst., (1881)
- Phylacteria (Pers.) Pat., (1887)
- Thelophora Clem., (1902)
- Pseudothelephora Lloyd, (1919)

Le Théléphore, (Telephora) est un genre de champignons de la famille des Thelephoraceae.

## Espèces
- Thelephora albidobrunnea Schwein. 1832
- Thelephora alta Corner 1968
- Thelephora anthocephala (Bull.) Fr. 1838
- Thelephora arbuscula Corner 1968
- Thelephora atra Weinm. 1836
- Thelephora atrocitrina Quél. 1875
- Thelephora aurantiotincta Corner 1968
- Thelephora borneensis Corner 1976
- Thelephora bourdotiana Zecchin 2008
- Thelephora brasiliensis (Rick) Rick 1959
- Thelephora brunneoviolacea Beeli 1927
- Thelephora caryophyllea (Schaeff.) Pers. 1801
- Thelephora cerberea Corner 1966
- Thelephora cervicornis Corner 1968
- Thelephora cervina Corner 1968
- Thelephora congesta Berk. 1872 – Australia
- Thelephora crassitexta Corner 1968
- Thelephora cuticularis Berk. 1847 – United States
- Thelephora cylindrica Corner 1968
- Thelephora dactylites Corner 1968
- Thelephora dentosa Berk. & M.A.Curtis 1868
- Thelephora erebia Corner 1968
- Thelephora fragilis Ehrh. 1787
- Thelephora friulana Zecchin 2003 – Italy
- Thelephora fucoides Corner 1968
- Thelephora fuscella (Ces.) Lloyd 1923
- Thelephora ganbajun M.Zang 1987 – China
- Thelephora gelidioides Corner 1968
- Thelephora griseozonata Cooke 1891
- Thelephora intybacea Pers. 1801
- Thelephora investiens Corner 1968
- Thelephora japonica Yasuda 1916
- Thelephora lutosa Schwein. 1832
- Thelephora magnifica Corner 1968
- Thelephora multipartita Schwein. 1828
- Thelephora palmata (Scop.) Fr. 1821
- Thelephora paraguayensis Corner 1968
- Thelephora pendens Corner 1968
- Thelephora penicillata (Pers.) Fr. 1821
- Thelephora phyllophoroides Corner 1968
- Thelephora pseudoterrestris Corner 1968
- Thelephora ramarioides D.A.Reid 1958
- Thelephora robusta Corner 1976
- Thelephora scissilis Burt 1914
- Thelephora tenuis Burt 1931
- Thelephora terrestris Ehrh. 1787
- Thelephora undulata Schrad. ex J.F.Gmel. 1792
- Thelephora vaga Berk. 1855
- Thelephora vialis Schwein. 1832
- Thelephora zeylanica Corner 1968